# Lauri Markkanen
Lauri Elias Markkanen (ur. 22 maja 1997 w Vantaa) – fiński koszykarz, występujący na pozycjach niskiego lub silnego skrzydłowego, obecnie zawodnik Utah Jazz.
Podczas draftu w 2017 roku został wybrany z numerem 7 przez Minnesota Timberwolves.

## Początki kariery
Markkanen wychowywał się w Jyväskylä, gdzie występował w lokalnej drużynie HoNsU. W latach 2014–2016, Markkanen grał w drużynie HBA-Märsky.
W 2016 wystąpił w meczu wschodzących gwiazd - Nike Hoop Summit.

## Kariera uniwersytecka
17 października 2015 roku, Markkanen związał się z zespołem NCAA Arizona Wildcats. Rosły Fin przejął koszulkę z numerem 10, którą nosił Mike Bibby. Po sezonie w Arizonie, zawodnik zdecydował się wziąć udział w drafcie 2017.

## Profesjonalna kariera
Markkanen został wybrany z 7 numerem draftu przez zespół Minnesota Timberwolves. W noc draftu, prawa do zawodnika zostały przekazane do Chicago Bulls. Wraz z Markkanenem, do Chicago Bulls przenieśli się Zach LaVine oraz Kris Dunn. W drugą stronę przeniósł się Jimmy Butler oraz Justin Patton, do którego Timberwolves nabyli prawa. 5 lipca 2017 roku, Markkanen podpisał profesjonalny kontrakt z Bykami.
Fin zadebiutował w NBA 19 października 2017. Zawodnik występuje z numerem 24, który poprzednio nosił Brian Scalabrine.
28 sierpnia 2021 trafił w wyniku transferu do Cleveland Cavaliers. 1 września 2022 został wytransferowany do Utah Jazz.

## Życie prywatne
Lauri jest synem Pekki oraz Riikki z d. Ellonen - reprezentantów Finlandii w koszykówkę. Jego brat Eero Markkanen jest piłkarzem. Drugi z braci, Mikka, również jest koszykarzem.

## Osiągnięcia
Stan na 18 lutego 2024, na podstawie, o ile nie zaznaczono inaczej.

### NCAA
- Uczestnik rozgrywek Sweet Sixteen turnieju NCAA (2017)
- Mistrz:
  - turnieju konferencji Pac-12 (2017)
  - sezonu regularnego Pac-12 (2017)
- Zaliczony do:
  - I składu:
    - Pac-12 (2017)
    - najlepszych pierwszorocznych zawodników Pac-12 (2017)
    - turnieju Pac-12 (2017)

  - III składu All-American (2017 przez AP, NABC, SN)

### NBA
- Laureat nagrody – największy postęp NBA (2023)[11]
- Zaliczony do I składu debiutantów NBA (2018)[12]
- Uczestnik:
  - meczu gwiazd NBA (2023)[13]
  - Rising Stars Challenge (2018, 2019)[14]
  - Skills Challenge (2018 – 2. miejsce)
  - konkursu rzutów za 3 punkty (2023, 2024)[15][16]

### Inne
- Fiński koszykarz roku (2017, 2018)

### Reprezentacja
Seniorów
- Uczestnik mistrzostw Europy (2015 – 16. miejsce, 2022[17])

Młodzieżowe
- Brązowy medalista mistrzostw Europy dywizji B:
  - U–18 (2014)
  - U–16 (2013)
- Uczestnik mistrzostw Europy:
  - U–20 (2016 – 15. miejsce)
  - U–18 (2014, 2015 – 13. miejsce)
- Zaliczony do I składu mistrzostw Europy:
  - U–20 (2016)
  - U–16 dywizji B (2013)
- Lider strzelców mistrzostw Europy:
  - U-20 (2016)
  - U-18 (2015)

## Statystyki

### NCAA
Na podstawie.
| Sezon   | Drużyna | M  | S5 | MPG  | FG%   | 3P%   | FT%   | RPG | APG | SPG | BPG | PPG  |
| ------- | ------- | -- | -- | ---- | ----- | ----- | ----- | --- | --- | --- | --- | ---- |
| 2016/17 | Arizona | 37 | 37 | 30,8 | 49,2% | 42,3% | 83,5% | 7,2 | 0,9 | 0,4 | 0,5 | 15,6 |

### NBA
Stan na koniec sezonu 2023/24, na podstawie.

#### Sezon regularny
| Sezon   | Drużyna   | M   | S5  | MPG  | FG%   | 3P%   | FT%   | RPG | APG | SPG | BPG | PPG  |
| ------- | --------- | --- | --- | ---- | ----- | ----- | ----- | --- | --- | --- | --- | ---- |
| 2017/18 | Chicago   | 68  | 68  | 29,7 | 43,4% | 36,2% | 84,3% | 7,5 | 1,2 | 0,6 | 0,6 | 15,2 |
| 2018/19 | Chicago   | 52  | 51  | 32,3 | 43,0% | 36,1% | 87,2% | 9,0 | 1,4 | 0,7 | 0,6 | 18,7 |
| 2019/20 | Chicago   | 50  | 50  | 29,8 | 42,5% | 34,4% | 82,4% | 6,3 | 1,5 | 0,8 | 0,5 | 14,7 |
| 2020/21 | Chicago   | 51  | 26  | 25,8 | 48,0% | 40,2% | 82,6% | 5,3 | 0,9 | 0,5 | 0,3 | 13,6 |
| 2021/22 | Cleveland | 61  | 61  | 30,8 | 44,5% | 35,8% | 86,8% | 5,7 | 1,3 | 0,7 | 0,5 | 14,8 |
| 2022/23 | Utah      | 66  | 66  | 34,4 | 49,9% | 39,1% | 87,5% | 8,6 | 1,9 | 0,6 | 0,6 | 25,6 |
| 2023/24 | Utah      | 55  | 55  | 33,1 | 48,0% | 39,9% | 89,9% | 8,2 | 2,0 | 0,9 | 0,5 | 23,2 |
| Razem   |           | 403 | 377 | 31,0 | 45,9% | 37,5% | 86,6% | 7,3 | 1,5 | 0,7 | 0,5 | 18,1 |